# Gwido III ze Spoleto
Gwido III ze Spoleto (ur. ?, zm. w 894) – książę Spoleto od 882, król Włoch od 889, koronowany na cesarza przez papieża Stefana V w 891.
Syn Gwidona I, księcia Spoleto i Itty, córki księcia Benewentu. W czasie swego panowania powiększył terytorium księstwa odbierając ziemie państwu kościelnemu. Po pierwszej nieudanej próbie podbicia Friuli, pokonał Berengara, księcia Friuli w 889 roku, zostając tym samym królem Włoch. Dwa lata później zostaje koronowany na cesarza. Po koronacji utworzył dwie marchie. Jedną na północny wschód od jeziora Garda, którą powierzył swemu wujowi Konradowi. Drugą, położona na północny zachód od Ivrei, powierzył zaufanemu Oskarowi. Nakazał również papieżowi Formozusowi koronować na cesarza swego syna Lamberta.
Jego żoną była Ageltrude, miał z nią syna Lamberta, koregenta na tronie włoskim (od 891) i cesarskim (od 892).